# Carnaval de Rijeka

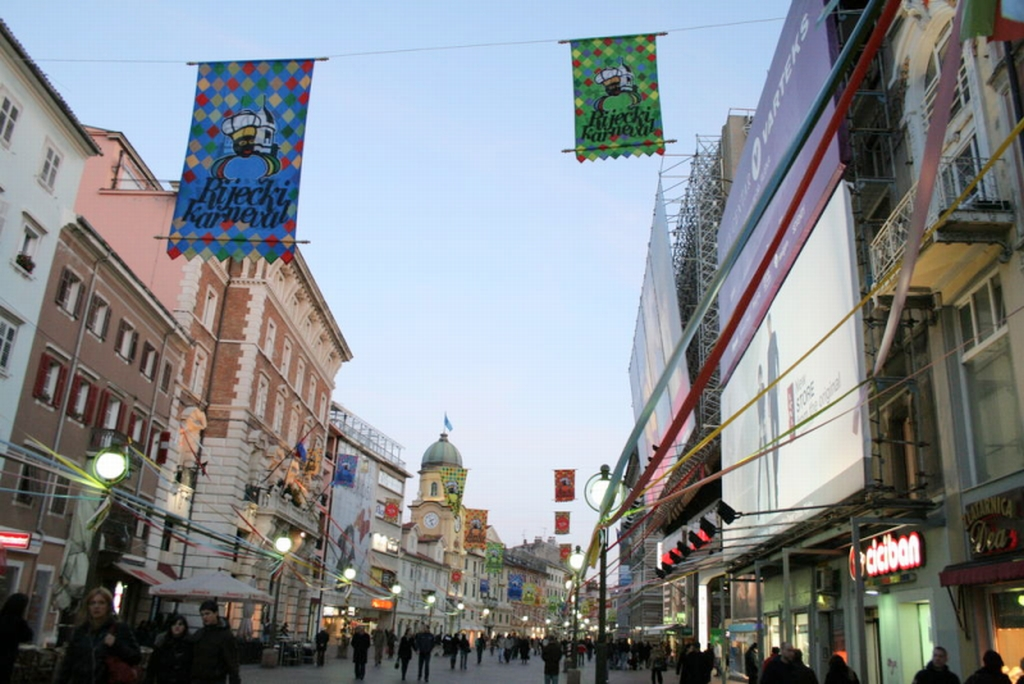
O carnaval de Rijeka de 2008

O Carnaval de Rijeka (em croata:  Riječki karneval) é realizada a cada ano, antes da Quaresma (entre final de janeiro e início de Março) em Rijeka, Croácia. Fundada em 1982, tornou-se o maior carnaval na Croácia.

## História
Cerca de um século atrás Rijeka viveu o seu carnaval mais intensamente do que qualquer outra cidade desta parte do país. Desfiles de carnaval foram organizados, bem como bailes populares de carnaval com a presença da aristocratas austríacos e húngaros, barões alemães, condes e condessas de toda a Europa. O renascimento do Carnaval de Rijeka começou em 1982. Ele tinha apenas três grupos em seu desfile e ele não era famoso nem popular. Os grupos foram "Lako ćemo", "Pehinarski feštari" e "Halubajski zvončari". Todos os três grupos, participaram do carnaval de cada vez, desde o início. O maior evento aconteceu em 2001, com 144 grupos participantes. Por causa das restrições que têm sido feitas sobre o número de participantes em cada grupo, o carnaval de 2008 tinha apenas 99 grupos. No entanto, 150.000 visitantes assistiram a ele.

## Eventos
cada ano há inúmeros eventos que precedem o carnaval em si. Primeiro o prefeito de Rijeka dá a chave simbólica da cidade para Meštar Toni, que é o "maestro" do carnaval, e ele se torna o prefeito da cidade, durante o carnaval, apesar de este é apenas no sentido figurado. No mesmo dia, há uma eleição da rainha do carnaval. Como todas as cidades em torno de Rijeka têm os seus próprios eventos, durante o carnaval, a Rainha e Meštar Toni estão freqüentando a maioria deles.
Além disso, a cada ano, o baile de Carnaval de caridade é realizada no palácio do Governador em Rijeka. Ele é frequentado por políticos, pessoas de esporte e meios de vida, bem como um número de embaixadores.
O fim-de-semana antes do evento principal, há dois outros eventos realizados. Um dos eventos é o carnaval das crianças, realizada, como o principal, na principal passarela de Rijeka. Os grupos que participam são na maior parte dos jardins de infância e escolas de ensino fundamental, incluindo grupos de outras partes da Croácia e países vizinhos.

## O evento principal

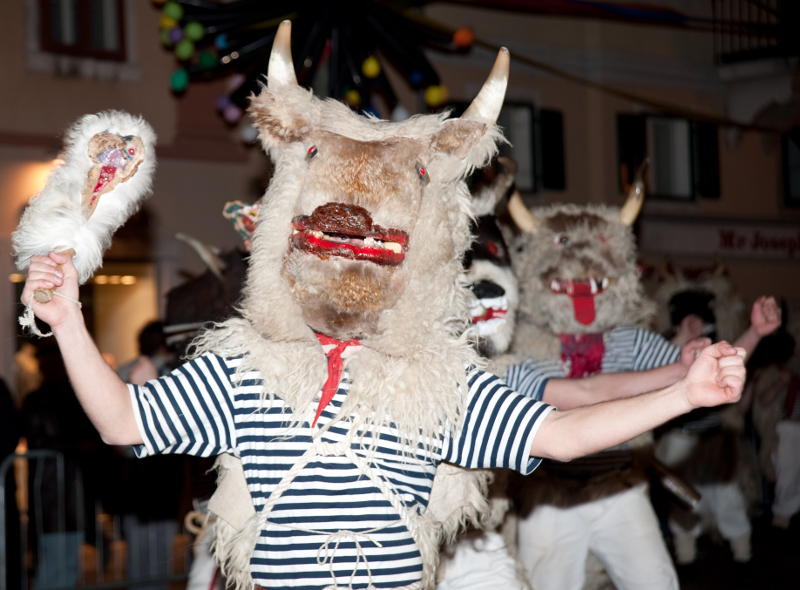
Halubajski zvončari

O principal carnaval de março, é o último domingo antes da quarta-feira de cinzas. Normalmente, ele começa ao meio-dia. Na frente há o prefeito de Rijeka, a Rainha do carnaval e Meštar Toni. O percurso da marcha tem vários estágios, onde os anfitriões presente a cada grupo, e o palco principal está situado em frente à prefeitura. O prefeito, a rainha e Meštar Toni ficam na frente do palco e eles saudam a todos os grupos que vêm depois. A rainha abandona essa posição apenas quando o grupo, que ela é originária do percurso do carnaval. Os espectadores geralmente se reúnem para ver a março, ao longo de todo o seu percurso. Se o tempo estiver bom, até 100.000 espectadores poderão participar do carnaval. Tradicionalmente, o último grupo são Halubajski zvončari, quando passar a marcha. Dependendo do número de participantes, o que geralmente acontece entre 8 p.m. e 9 p.m.
Claro, a marcha não marca o fim do carnaval. Na mesma noite, há um evento chamado a queima do Pust. Pust é um fantoche, que tem alguns nomes satíricos, muitas vezes se fosse algum político, e ele é o culpado por todas as coisas ruins que aconteceram no ano anterior. Este evento é realizado no porto de Rijeka, e antes de ele ser levado para o mar, uma leitura de pecados é realizada, onde um porta-voz lê todos os seus pecados. Depois, um barco leva o Pust para o mar e é gravado lá. Esta tradição é mantida em todos os lugares em torno de Rijeka, mas é realizada na terça-feira ou quarta-feira após o carnaval.
Nos últimos anos, existem várias festas realizadas em vários locais, em Rijeka, alguns dias começa antes do carnaval, e de fim de noite, após o carnaval. A mais conhecida é a de uma festa de carnaval realizada no Korzo, onde vários DJs executam.